# فريدريك س. زالومون
فريدريك س. زالومون (بالألمانية: Frederick C. Salomon)‏ هو مهندس ألماني، ولد في 7 أبريل 1826 في Ströbeck ‏ في ألمانيا، وتوفي في 8 مارس 1897 في سولت ليك في الولايات المتحدة.